# 비야헤 니 드류
《비야헤 니 드류》(필리핀어: Biyahe ni Drew)는 필리핀의 여행 다큐멘터리 텔레비전 프로그램이다. 2013년 2월 1일 GMA 뉴스 TV에서 처음 방송되었다.

## 같이 보기
- GMA 뉴스 TV